# Арібашево
Аріба́шево (рос. Арибашево, башк. Әри башы) — село у складі Татишлинського району Башкортостану, Росія. Входить до складу Кудашевської сільської ради.
Населення — 273 особи (2010; 308 у 2002).
Національний склад:
- удмурти — 91 %